# スイス国鉄Ee922形電気機関車

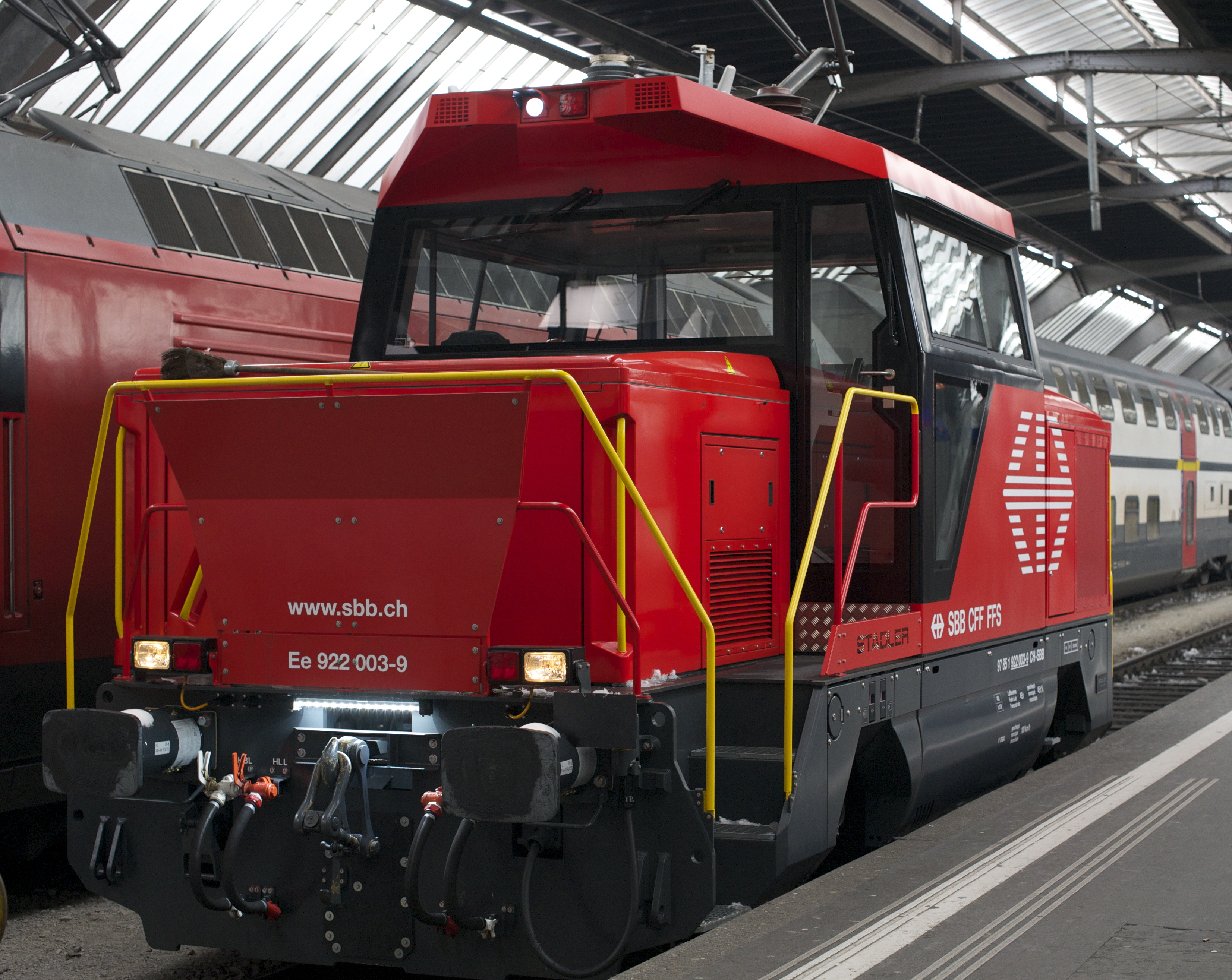
Ee922 003号機、チューリッヒ中央駅

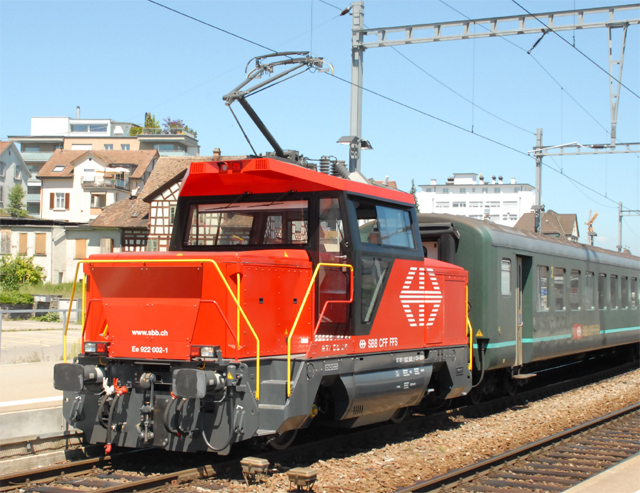
Ee922 002号機、ロマンスホルン駅

スイス国鉄Ee922形電気機関車(スイスこくてつEe922がたでんきかんしゃ)は、スイスのスイス連邦鉄道（SBB: Schweizerische Bundesbahnen、スイス国鉄）の入換用電気機関車である。

## 概要
スイス国鉄では入換用機として小形の電気機関車が多く使用されていたが、主力はEe930形と総称される3軸の固定台枠、斜めロッド駆動方式の旧型機で、2000年代のスイス国鉄旅客部門ではEe930形のうち旧形式Ee3/3 16351-16376形、Ee3/3 16381-16414/16421-16430形の38両と、AC15kVとAC25kVの2電源方式のEe932形で、旧形式Ee3/3II 16511-16519形の7両が使用されていたが、これらは1930年代から60年代にかけて製造されたもので老朽化が進んでおり代替が必要となっていた。このような状況の中で旧型機の代替用として導入されたものが本機であり、シュタッドラーの系列会社の一つであり、スイスの機関車メーカーであるSLMの流れを引くStadler WinterthurのEe(m)2/2シリーズの定格出力750kW、電化区間専用タイプをEe922形として2007年に21両、2,850万スイス・フランで発注し、2009-10年に引渡しを受けている。
Ee(m)2/2シリーズは定格出力を750kWもしくは1500kW、動力は電気のみもしくは電気/ディーゼル両用のバリエーションを選択できる2軸駆動の入換用機関車であり、VVVFインバータ制御による最大120kNの牽引力を持つほか、台枠内に蛇行動防止機構を備えており、2軸機ながら従来機では40-50km/hであった最高速度を100km/hへ大幅に向上させている。また、電機品およびソフトウエアはシュタッドラーの部分低床式都市近郊列車であるFLIRT（Flinker Leichter Innovativer Regional-Triebzug）シリーズのものをベースとしており、車体と機械部分の製造および最終組立をシュタッドラーが、主要な電機品の製造をABB SchweizおよびABB Sécheronが担当している。
各機体の機番とUICコード、製造年、配置駅は以下の通り
- Ee922 001-3 - 97 85 1 922 001-3 CH-SBB - 2009年7月3日 - チューリッヒ
- Ee922 002-1 - 97 85 1 922 002-1 CH-SBB - 2009年11月25日 - ベルン
- Ee922 003-9 - 97 85 1 922 003-9 CH-SBB - 2009年12月21日 - チューリッヒ
- Ee922 004-7 - 97 85 1 922 004-7 CH-SBB - 2010年2月12日 - バーゼル
- Ee922 005-4 - 97 85 1 922 005-4 CH-SBB - 2010年3月26日 - ルツェルン
- Ee922 006-2 - 97 85 1 922 006-2 CH-SBB - 2010年 -
- Ee922 007-0 - 97 85 1 922 007-0 CH-SBB - 2010年5月7日 - チューリッヒ
- Ee922 008-8 - 97 85 1 922 008-8 CH-SBB - 2010年5月28日 - チューリッヒ
- Ee922 009-6 - 97 85 1 922 009-6 CH-SBB - 2010年 -
- Ee922 010-4 - 97 85 1 922 010-4 CH-SBB - 2010年 -
- Ee922 011-2 - 97 85 1 922 011-2 CH-SBB - 2010年 -
- Ee922 012-0 - 97 85 1 922 012-0 CH-SBB - 2010年 -
- Ee922 013-8 - 97 85 1 922 013-8 CH-SBB - 2010年 -
- Ee922 014-6 - 97 85 1 922 014-6 CH-SBB - 2010年 -
- Ee922 015-3 - 97 85 1 922 015-3 CH-SBB - 2010年 -
- Ee922 016-1 - 97 85 1 922 016-1 CH-SBB - 2010年 -
- Ee922 017-9 - 97 85 1 922 017-9 CH-SBB - 2010年 -
- Ee922 018-7 - 97 85 1 922 018-7 CH-SBB - 2010年 -
- Ee922 019-5 - 97 85 1 922 019-5 CH-SBB - 2010年 -
- Ee922 020-3 - 97 85 1 922 020-3 CH-SBB - 2010年 -
- Ee922 021-1 - 97 85 1 922 021-1 CH-SBB - 2010年 -

## 仕様

### 車体
- 車体はセンターキャブの凸型で、車体両端および前後の機器室は左側がデッキとなっており、中央の運転室部の屋根は機器搭載および運転室日除とするために前後に延長されている。運転室正面は大型の1枚ガラス窓が付き、乗降扉は前後のデッキへの出入り口となっており、扉下部まで大形の1枚窓として、前部下方の視野を確保している。
- 台枠は板台枠構造で、端梁中央にねじ式連結器のフック・リンクが、バッファがその左右に設置されており、台枠側面下部にはスカートが全長にわたって取付けられている。
- デッキ前端部には角型の前照灯・尾灯のユニットが設置されているほか、連結器上部にはLED式の連結作業灯が設置されており、これは速度10km/h以上で消灯するものとなっている。
- 車体の台枠内前後の端梁裏側に重量2000kgの弾性支持されたマスバランスをそれぞれ搭載しており、走行時の蛇行動を抑制する構造となっており、自走時で100km/h、被牽引時で120km/hでの走行を可能としている。

### 主要諸元
- 軌間：1435mm
- 電気方式：AC15kV 16.7HzおよびAC25kV 50Hz 架空線式
- 最大寸法：全長8800mm、全幅3100mm、パンタグラフ折畳高4306.1mm
- 軸距：4000mm
- 動輪径：1100mm
- 自重：44t（最大45t、重量軽減時40t）
- 走行装置
  - 主制御装置：IGBT使用のVVVFインバータ制御
  - 主電動機：かご形三相誘導電動機×2台（連続定格出力：600kW、1時間定格出力：750kW）
- 牽引/ブレーキ力：120kN
- 最高速度：100km/h（入換時40km/h、被牽引時120km/h）
- ブレーキ装置：回生ブレーキ、空気ブレーキ

## 運行
- 本機は主要駅において旅客列車の入換に使用されており、2010年1月にEe922 001号機とEe922 003号機が使用開始されて以降順次運用に入り、2010年中に21機全機が運用に入る。これに伴い、Ee930形のうち旅客会社が運用している38機と、Ee932形のうち同じく7機を置き換えることとなっている。
- 配置はバーゼル3機、ベルン3機、ビール/ビエンヌ1機、ブリーク4機、クール1機、ルツェルン2機、ロマンスホルン1機、チューリッヒ6機で、このほか今回の置換えの対象外となった4電源対応機のEe934形[7]がキアッソ2機とジュネーヴ6機の配属となっており、旅客会社全体では入換機計29機の体制となる。

## 同形機
- スイス国鉄の貨物列車運行会社であるSBBカーゴでは、経年の進んだBm4/4形などの代替として本シリーズの高出力、ディーゼル/電気両用タイプを30機、8,800万スイス・フランで2010年に発注をしており、Eem923形として2012-13年に導入されることとなっている。
- Eem923形はEe922形と同様に最高速度100km/h、電気方式AC15kV16.7HzおよびAC25kV50Hzに対応しているほか、定格出力360kWのディーゼル機関を搭載しており、定格出力は架線電力による走行で1500kW、ディーゼル機関での走行では290kWとなっている。